# Peter Reichert
Peter Reichert (ur. 4 sierpnia 1961 w Bretten) – niemiecki piłkarz grający na pozycji napastnika.

## Kariera piłkarska
Peter Reichert karierę piłkarską rozpoczął w juniorach SV Oberderdingen, w których grał do 1977 roku, następnie w latach 1977–1979 reprezentował barwy juniorów VfB Stuttgart. W latach 1979–1981 grał w amatorskiej drużynie Czerwonych, po czym w 1981 roku przeniósł się profesjonalnej drużyny, w barwach której 3 października 1981 roku w przegranym 1:2 meczu domowym z Hamburgerem SV, w którym w 69. minucie zastąpił Dietera Müllera, zaliczył debiut w Bundeslidze, natomiast pierwszego gola w tych rozgrywkach zdobył 19 grudnia 1981 roku w zremisowanym 2:2 meczu wyjazdowym z Werderem Brema, w którym w 78. minucie pokonał bramkarza Zielono-Białych – Dietera Burdenskiego, zdobywając gola na 2:1.
Z Czerwonymi zdobył mistrzostwo Niemiec (1984), zajął 3. miejsce w Bundeslidze (1983), a w sezonie 1985/1986 dotarł do finału Pucharu Niemiec, w którym 3 maja 1986 roku na Stadionie Olimpijskim w Berlinie Zachodnim Czerwoni przegrali 5:2 z Bayernem Monachium, po czym Reichert odszedł z klubu.
Następnie wyjechał do Francji, gdzie reprezentował barwy klubów: RC Strasbourg (1986–1989) oraz FC Toulouse (1989–1990). W 1990 roku wrócił do RFN w celu podpisania kontraktu z SC Karlsruher, jednak po sezonie 1991/1992 z powodu różnić z ówczesnym trenerem klubu – Winfriedem Schäferem odszedł z klubu i przeszedł do ASV Durlach, w którym w tym samym roku z powodów rodzinnym zakończył karierę piłkarską. Łącznie w Bundeslidze rozegrał 175 meczów, w których zdobył 48 goli.

## Kariera reprezentacyjna
Peter Reichert w latach 1982–1984 w reprezentacji RFN U-21 rozegrał 15 meczów, w których zdobył 3 gole.

## Sukcesy
VfB Stuttgart
- Mistrzostwo Niemiec: 1984
- 3. miejsce w Bundeslidze: 1983
- Finał Pucharu Niemiec: 1986

## Po zakończeniu kariery
Peter Reichert od października 2004 roku jest reprezentantem fanów VfB Stuttgart, ponadto jest szefem działu tradycyjnego zespołu, w którym jest również zawodnikiem.